# Nút bịt mông

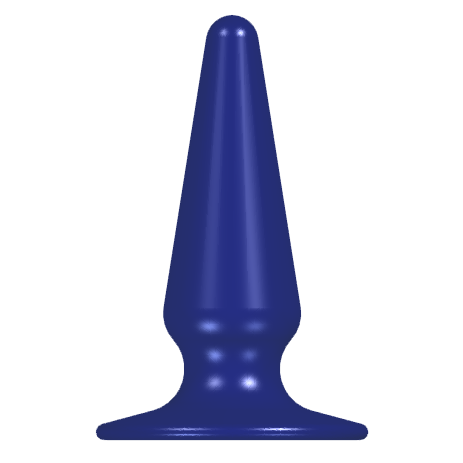
Bản vẽ máy tính của một phích cắm mông

Một nút bịt mông hay phích cắm mông (butt plug) là một loại đồ chơi tình dục được thiết kế để đưa vào trực tràng để tạo khoái cảm tình dục. Chúng tương tự như dương vật giả ở một số điểm, nhưng có xu hướng ngắn hơn, và có một đầu được tạo gờ để ngăn dụng cụ bị thất lạc vào bên trong trực tràng.

## Lịch sử
Dụng cụ nới rộng trực tràng (rectal dilator) ban đầu được thiết kế để sử dụng trong điều trị bệnh lý, và sau đó được bán trên thị trường với các thuật ngữ như Dr. Young's Ideal Rectal Dilators, được bán trên thị trường như một phương pháp chữa trị chứng mất trí và táo bón. Vào cuối thế kỷ 20, các thiết bị tương tự bắt đầu được bán trên thị trường dưới dạng đồ chơi tình dục.

## Kiến thức cơ bản
Không giống như âm đạo, được chặn lại bởi cổ tử cung, trực tràng dẫn đến đại tràng sigma. Các vật thể được đưa vào trực tràng do đó có thể đi lên ruột; đầu loe trên các loại nút bịt mông tồn tại để ngăn chặn điều này. Một số dương vật giả không có đầu loe, do đó không nên sử dụng những dương vật giả như vậy vào đường hậu môn vì chúng có thể bị kẹt; các dị vật trực tràng có thể phải yêu cầu can thiệp y tế để lấy ra.
Ngoài ra, phần ruột già phía trên trực tràng rất dễ bị thủng. Vì lý do này, nút bịt mông có xu hướng ngắn hơn dương vật giả và kích thước được đánh dấu của chúng thường biểu thị chu vi của thiết bị hơn là chiều dài. Chúng cũng phải rất mịn để tránh làm tổn thương trực tràng hoặc ruột. Để đưa chúng vào trực tràng, chúng thường có cấu tạo chung là một hình nón có đầu tròn, sau đó thu hẹp lại thành hình cái "eo" nằm ở cơ vòng hậu môn, với phần loe ra nằm bên ngoài cơ thể, ngăn chặn nút bịt mông khỏi việc trượt sâu hơn vào cơ thể. Cơ vòng sẽ giữ cố định nút bịt tại đoạn eo đó, ngăn không cho nút bịt bị tuột ra ngoài ý muốn.
Cũng như các hoạt động khác liên quan đến sự thâm nhập qua đường hậu môn, chẳng hạn như quan hệ tình dục qua đường hậu môn, cần phải có một lượng lớn chất bôi trơn tình dục và một cách tiếp cận nhẹ nhàng chậm rãi để đưa vào hoặc tháo bỏ nút bịt mông.
Nút bịt mông đôi khi được bao cao su che lại để đảm bảo vệ sinh và cho phép dễ dàng loại bỏ bất kỳ chất thải nào mà chúng có thể tiếp xúc. Tuy nhiên, không nên dùng chung đồ dùng này với người khác, do có nguy cơ lây truyền các bệnh lây truyền qua đường tình dục, bao gồm cả HIV, từ việc truyền dịch cơ thể từ người này sang người khác.

## Kiểu dáng
Nút bịt mông có nhiều màu sắc, hình dạng, kích cỡ và kết cấu. Một số được thiết kế để trông giống như dương vật, trong khi một số có gân hoặc gợn sóng. Tuy nhiên, phần lớn có hình dạng như trong hình bên trên, có một đầu mỏng nở rộng hơn ở giữa, một rãnh để giữ nó nằm đúng vị trí khi được đưa vào và một đế loe để ngăn chặn hoàn toàn sự đưa vào trực tràng. Một số nút bịt được thiết kế (dài, linh hoạt và cong) để thâm nhập vào phần đại tràng sigma.
Nút bịt mông được làm từ nhiều chất liệu khác nhau, trong đó phổ biến nhất là cao su. Các vật liệu khác được sử dụng bao gồm silicone, neoprene, gỗ, kim loại, thủy tinh, đá và nhiều vật liệu khác. Silicone là một vật liệu đặc biệt tốt, vì nó có thể được khử trùng trong nước sôi.
Có những nút bịt mông có thể "xuất tinh" bằng cách phun nước hoặc các chất lỏng nhớt khác vào trực tràng. Ngoài ra còn có các loại nút bịt mông có rung, nút bịt mông có thể bơm hơi và nở ra. Một số loại nút bịt mông được thiết kế đặc biệt cho nam giới và kích thích tuyến tiền liệt. Các loại nút bịt mông khác được sản xuất với dải lông dài hoặc đuôi động vật mô phỏng gắn vào đế để sử dụng trong trò chơi ngựa người (human pony) hoặc các trò nhập vai động vật tưởng tượng khác. Nút bịt mông cũng có các phiên bản kết hợp kích thích khiêu dâm bằng điện. Nút bịt mông có thể được di chuyển vào hoặc ra ngoài để tạo khoái cảm; đối với loại hoạt động này, các nút bịt có gân gai có thể làm tăng khoái cảm. Chúng cũng có thể được đeo liên tục (hoặc có thể khóa được) trong thời gian dài.

### Nút bịt tôn sùng (fetish plug)
Nút bịt tôn sùng là nút bịt mông được thiết kế theo các cách khác thường, thú vị hoặc độc đáo theo một cách nào đó. Một nút bịt tôn sùng được gọi như vậy bởi vì nó phục vụ cho ái vật tình dục.
Một loại nút bịt tôn sùng phổ biến là nút bịt mông với đuôi động vật giả. Đuôi động vật, thường được làm bằng lông giả, được gắn vào đầu không thể nhét vào  của nút bịt, để khi đeo hoặc lắp vào, người đeo có cảm giác rằng người đeo có đuôi động vật. Một số loại nút bịt mông "dạng đuôi" phổ biến trong trò con người đóng giả chó con (human puppy play) được đúc từ silicone y tế cho phép tạo ra một cái đuôi mô phỏng động tác "vẫy đuôi".

## Rủi ro
Đồ chơi tình dục khi đưa vào hậu môn dễ bị thất lạc, vì cơ trực tràng co bóp có thể hút dị vật lên cao, có khả năng gây tắc đại tràng; để ngăn chặn điều này xảy ra, các cá nhân nên sử dụng đồ chơi tình dục có đế loe hoặc dây. Tuy nhiên, mặt loe không phải là một phương pháp rõ ràng để ngăn không cho nút bịt thất lạc vào trong trực tràng hoàn toàn mà không thể lấy ra được. Điều này không thoải mái và có thể cần đến sự can thiệp của y tế. Nút có đường kính quá mức có thể, đặc biệt là khi được đưa vào quá nhanh và/hoặc quá mạnh, dẫn đến rách, tách rời cơ vòng hoặc các thương tổn trực tràng khác. Các bài tập Kegel có thể giúp duy trì chức năng cơ vòng hoạt động bình thường và khỏe mạnh. Khi đưa nút bịt vào mông, bạn nên nhẹ nhàng, sử dụng nhiều chất bôi trơn, bắt đầu với kích cỡ nhỏ hơn và rèn luyện tính kiên nhẫn. Mặc dù dữ liệu y tế còn ít, có một số khuyến cáo không nên để nút bịt mông được đưa vào lâu hơn từ hai đến ba giờ.